# Batalla naval del Golfo de Cádiz
La Batalla del Golfo de Cádiz fue una acción naval que tuvo lugar el 7 de agosto de 1604, durante los últimos días de la guerra anglo-española de 1585-1604. La batalla tuvo lugar cuando una flota de dos galeones comandada por Antonio de Oquendo se enfrentó a dos corsarios ingleses que saqueaban rutas marítimas y pueblos del Golfo de Cádiz. Un galeón inglés fue capturado y el otro navío dañado. La acción de Oquendo frente a Cádiz se destaca por haber sido librada solo 21 días antes de la firma del Tratado de Londres , que puso fin a la prolongada guerra entre Inglaterra y España .

## Antecedentes
Viendo don Luis Fajardo y Chacón lo bien que se manejaba en los mares. Don Antonio Oquendo no quiso cortar tan prometedora carrera, para ello aprovechó la presencia de un corsario inglés con dos galeones grandes quien atacaba y exigía contribuciones a los pueblos de Andalucía, Galicia y Portugal encargándole su búsqueda y destrucción para ello le entregó el mando de dos pequeños galeones, el "Delfín de Escocia" y la "Dobladilla", pertenecientes a dicha armada, zarpando de Lisboa el 15 de julio de 1604.

## Batalla
La flota española buscó las aguas alrededor del Cabo San Vicente , el Cabo Santa María y Cádiz durante más de 20 días, sin resultados. La madrugada del 7 de agosto, sin embargo, encontraron los dos navíos en el golfo de Cádiz, entre ellos y la costa, identificándolos como ingleses. El barco corsario más grande se acercó repentinamente y finalmente abordó el buque insignia de Oquendo, y unos 100 hombres abordaron el Delfín de Escocia . Tras dos horas de combates, Oquendo logró hacer retroceder a los atacantes, con numerosos muertos y heridos en ambos bandos. El choque se libró casi en su totalidad con armas blancas. Los informes españoles afirman que los hombres de Oquendo arrojaron por la borda a algunos de los intrusos ingleses. El corsario intentó desligarse y huir, pero Oquendo condujo a su tripulación al asalto, abordando el barco enemigo y obligando al comandante inglés a rendirse. El otro navío, que había sido muy maltratado por los cañones de Dobladilla , huyó a toda vela y no pudo ser detenido. El buque insignia español sufrió algunos daños en la acción, llegando a Cascais junto con Dobladilla y su presa para ser reparados.

## Consecuencias
Los ingleses siempre aprovechando la pluma, difundieron en Lisboa que el galeón de don Antonio de Oquendo había quedado destrozado y obligado a arribar a Cádiz, por ello don Luis Fajardo pensó no había podido vencer dada la diferencia de buques y gente. 
Tras haber reparado el galeón lo justo para continuar viaje a Lisboa, al verlo entrar en el mar de la Paja llevando a remolque al enemigo, todas las dudas y malas lenguas tuvieron que callar, pues el alboroto del pueblo era incontestable por la alegría desbordada al ver al enemigo capturado, pero los que más le demostraron su aprecio fueron los comerciantes, al verse libres del enemigo que les impedía negociar.
Fue recibido triunfalmente en Lisboa, felicitado por el rey don Felipe III de quien recibió una carta laudatoria y el reconocimiento de su general don Luis Fajardo y Chacón, por la sencilla razón que era él quien había confiado en Oquendo  entregándole el mando de los dos buques y ahora no solo estaba satisfecho por la solución del problema, sino también porque él no se había equivocado.